# 시아런 피츠제럴드
시아런 피츠제럴드(Ciarán Fitzgerald, 1983년 7월 27일 ~ )는 아일랜드의 영화배우, 텔레비전 배우이다.
더블린에서 태어났다.

## 영화
- 장군 (1998년)
- 더 복서 (1997년)
- 인포먼트 (1997년)
- 더 라스트 오브 더 하이 킹스 (1996년)
- 어느 어머니 아들 (1996년)
- 오씨 (1992년)